# Zogis
A ZOGIS é uma empresa fabricante de placas de vídeo NVIDIA GeForce, além de placas de captura Real Angel. É marca registrada da JV Logic, Inc. e tem sede nos Estados Unidos. É uma fornecedora de placas de vídeo da NVIDIA para computadores. Possui escritórios globais em Taiwan, Los Angeles e Miami e representantes de vendas locais em todo o mundo.